# Hybochelus
Hybochelus là một chi ốc biển, là động vật thân mềm chân bụng sống ở biển trong họ Chilodontidae (formerly thuộc họ Trochidae, họ ốc đụn).

## Các loài
Các loài trong chi Hybochelus gồm có:
- Hybochelus leucogranulatus Fu & Sun, 2006[2]